# 武奧克薩湖
60°58′N 29°57′E / 60.967°N 29.950°E

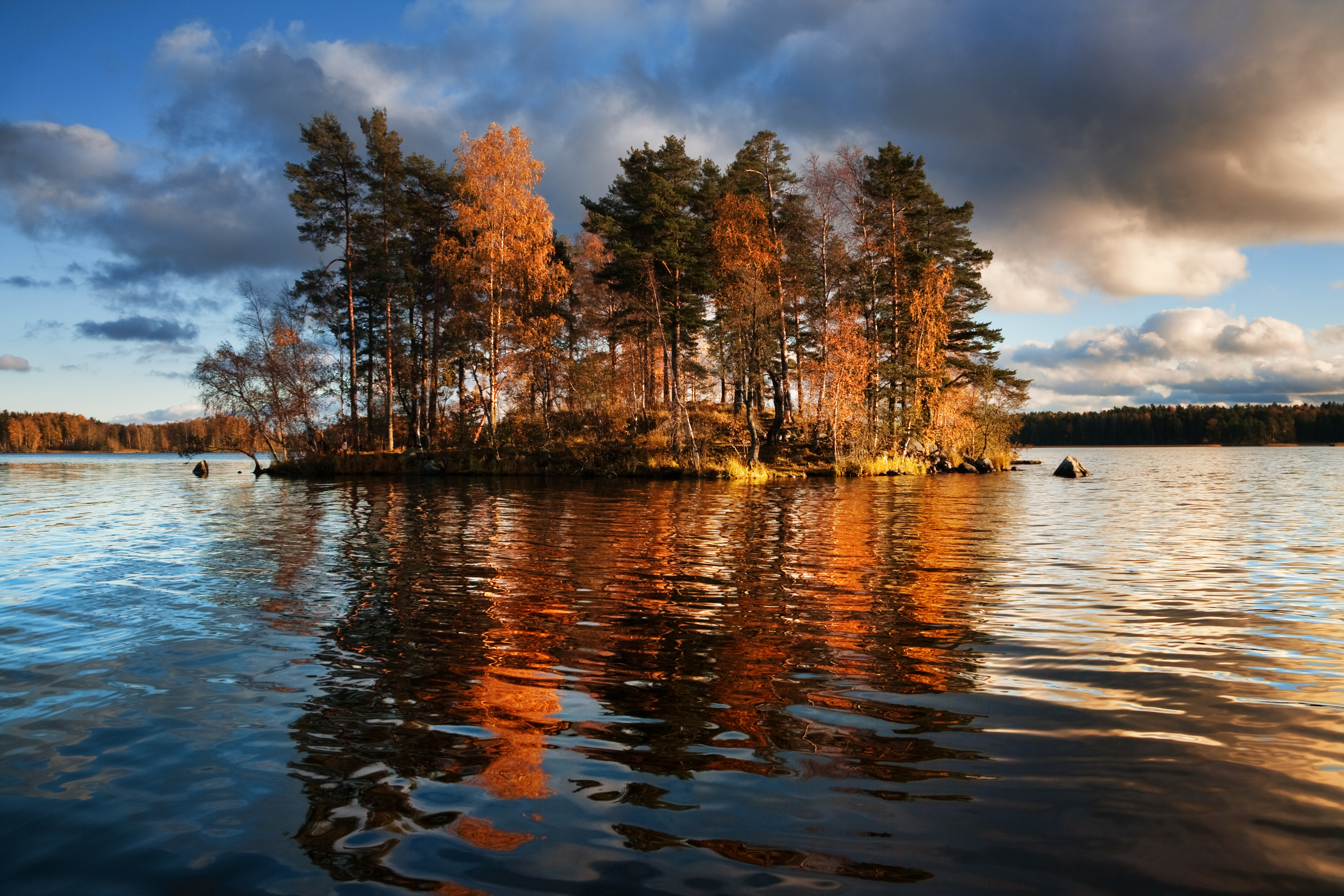

武奧克薩湖（俄语：Вуокса），是俄羅斯的湖泊，位於該國西北部，由列寧格勒州負責管轄，面積108平方公里，海拔高度4.84米，平均水深5.1米，最大水深25米。